# 우문일두귀
우문일두귀(宇文逸豆歸, ? ~ ?)는 오호십육국시대 선비족(鮮卑族) 우문부(宇文部)의 마지막 군주로 재위기간은 333년~344년 혹은 345년. 북주(北周)의 실질적인 건국자인 우문태(宇文泰)는 그의 5대손이며 수 양제(煬帝)때 예부상서(禮部尙書)를 지낸 우문필(宇文弼) 또한 그의 아들 우문목원(宇文自原)의 후손이다.

## 생애
우문일두귀(宇文逸豆歸)에 대해 사적(史籍)에 나온 기록들은 서로 일치하지가 않는데 《자치통감(資治通鑒)》에 따르면 333년, 우문일두귀는 우문부의 동부수령(東部首領)이었는데 그가 섬기던 우문걸득귀(宇文乞得龜)가 모용부(慕容部)의 모용황(慕容皝)으로부터 독립하기 위해 군사를 일으켜 몰아낼것을 호소하자 두려워하며 화친할 것을 주장했다고 하는 반면 《위서(魏書)》에는 「우문일두귀가 우문걸득귀를 살해하고 그 뒤를 이어 수령에 올라 독립하였다.」 라고 되어있다.
모용황의 이복형 모용한(慕容翰)은 일찍이 우문부로 도망하여왔는데 우문일두귀는 그를 꺼리는바가 있어 모용부로 돌려보내었고 당시 사람들은 우문부를 두고 장수는 재능이 없고, 국가는 방위가 없으며, 군대는 부오가 없다 하였다.
343년 우문일두귀는 국상(國相) 막천혼(莫淺渾)에게 군사를 거느리고 전연(前燕)을 공격하게 하였는데 막천혼은 크고 작은 패전을 겪었고 이로 인해 막천혼은 자신의 목숨만 부지하여 돌아오고 나머지 군사들은 포로로 잡히게 되었다.
이듬해인 344년 전연은 우문일두귀를 공격하여 우문부의 근거지를 함락하였는데 우문일두귀는 막북(漠北)으로 달아났다가 그곳에서 죽었으며 이로 인해 우문부는 멸망하고 그 무리는 흩어지게 되었다.
우문일두귀는 후조(後趙)에 종속하였기에 전연이 우문부를 공격하자 후조의 천왕(天王) 석호(石虎)가 구원하기 위해 지원군을 보냈으나 지원군이 도착하기전에 우문부는 멸망하고말았다. 그러나 《위서(魏書)》의 기록에 의하면 전연이 우문부를 공격하여 멸망시킨것이 345년이라하며 우문일두귀는 막북으로 달아났다가 뒤에 고구려로 도주했고 모용황의 장수가 부락민 5천여호를 창려로 옮김으로써 우문부는 그 무리가 흩어져 망하게 되었다고한다.

묘비명에 따르면 묘호는 세종(世宗)이고, 시호는 소무황제(昭武皇帝)라고 한다.

## 후대
그 외에 《주서(周書)》에서는 우문일두귀의 이름을 우문사두귀(宇文俟豆歸)로 기재하고 그의 아들 우문릉(宇文陵)은 일찍이 전연에서 임관하여 부마도위(駙馬都尉) 현도공(玄菟公)에 봉해졌으며 북위(北魏)에 항복한 뒤 서위(西魏)의 태사(太師)를 지냈다 한다.
나머지 다섯아들 : 우문발발괴(宇文拔拔瑰 : 우문측(宇文測)과 우문현화(宇文顯和)의 선조), 우문흘도(宇文紇闍) , 우문목원(宇文目原 : 우문필(宇文弼)의 선조), 우문사직(宇文俟直), 우문목진(宇文目陳)

## 같이 보기
- 우문성(宇文盛)

## 참고자료
- 《자치통감(資治通鑒)》 진기(晉紀) 17,19
- 《위서(魏書)·열전 제92》
- 《주서(周書)·무제기(武帝紀) 상》

1. ↑  刘灿辉 王庆昱, 《北魏<宇文悦墓志>初探》, 《书法》, 2020年, (第08期): 140–141
2. ↑  张永华，赵文成，赵君平编著. 《秦晋豫新出墓志搜佚三编》. 北京: 国家图书馆出版社. 2018.10: 65. ISBN 978-7-5013-6555-5 （中文（繁體））.